# Jason-1
Jason-1 — супутник для моніторингу глобальної циркуляції океану, вивчення зв'язків між океаном і атмосферою, поліпшення глобальних кліматичних прогнозів і прогнозів погоди, а також стежити за розвитком подій, таких як Ель-Ніньйо і океанічних вирів.
Родовід ім'я починається з зустрічі JASO 1 (JASO = Journées Altimétriques Satellitaires Pour l'Océanographie) в Тулузі, Франція, щоб вивчити проблеми асиміляції даних альтиметра в моделях. Джейсон як акронім також означає «Об'єднаної альтиметрії супутникової океанографії мережі». Крім того, він використовується для посилання на міфічні пошуки знань про Ясон і аргонавти.

## Історія
Він є наступником місії TOPEX / Poseidon, який вимірював топографії поверхні океану з 1992 по 2005 рік, як і його попередник, Jason-1 являє собою спільний проект НАСА (США) і КНЕС (Франція) космічних агентств. наступник Jason-1, Океан Поверхня Топографія Місія на супутнику Jason-2, був запущений в червні 2008 р Ці супутники забезпечують унікальне глобальне уявлення океанів, які неможливо отримати, використовуючи традиційні вибірки корабельного базування.
Jason-1 був побудований Thales Alenia Space з використанням платформи Proteus, за договором з КНЕС, а також головного Jason-1 інструмент, висотоміра Poseidon-2 (наступник Посейдон висотомір на борту TOPEX / Poseidon)
Jason-1 був розроблений для вимірювання зміни клімату за рахунок дуже точних вимірювань в міліметровому за роком глобальних змін рівня моря. Як зробив TOPEX / Poseidon, Jason-1 використовує висотомір для вимірювання пагорби і долини поверхні океану. Ці вимірювання топографії поверхні моря дозволяють вченим розрахувати швидкість і напрямок океанічних течій і моніторингу глобальної циркуляції океану. Світовий океан є основним сховищем Землі сонячної енергії. Вимірювання Jason-1 по висоти поверхні моря показують, де це тепло зберігається, як вона рухається навколо Землі океанських течій, і як ці процеси впливають на погоду і клімат.
Jason-1 був запущений 7 грудня 2001 року із авіабази Ванденберг в Каліфорнії на борту ракети Delta II. Протягом перших місяців Jason-1 розділяє майже ідентичні орбіти TOPEX / Poseidon, що дозволило для перехресної калібрування. В кінці цього періоду, старший супутник був переміщений на нову орбіту на півдорозі між кожною наземної трасі Джейсон. Джейсон має повторний цикл 10 днів.
Орбітальні маневри в 2009 році поставив Jason-1 супутник на протилежному боці Землі від Джейсона-2 супутника, який знаходиться під управлінням погодними агентствами США, а також французьких. Jason-1 тепер летить над тією ж області океану, що Джейсон-2 пролітав над п'ятьма днями раніше. Її наземні доріжки падають на півдорозі між тими Іасонова-2, які складають близько 315 кілометрів (196 миль) один від одного на екваторі.
Цей тандем з чергуванням трансмісія забезпечує вдвічі більшу кількість вимірювань поверхні океану, в результаті чого більш дрібні функції, такі як океанських вихорів в поле зору. Місія тандем також допомагає прокласти шлях для майбутньої місії океану висотомір, який буде збирати набагато більш докладні дані з його єдиним інструментом, ніж два супутника Jason зараз роблять разом.
Програма названа на честь грецького міфологічного героя Джейсона.

## Супутникові інструменти
Jason-1 має п'ять 5 інструментів: Poseidon 2 — Надир вказуючи радіовисотоміру з використанням C діапазону і Ku діапазону для вимірювання висоти над поверхнею моря.
Джейсон СВЧ радіометр (JMR) — вимірює водяна пара вздовж шляху висотоміра для корекції затримки імпульсу
Доріс (доплеровській орбітографіі і радіо позиціонування Інтегрована за допомогою супутників) для визначення орбіти з точністю до 10 см або менше і дані іоносферних корекції для Посейдона 2.
Приймач BlackJack Глобальна система позиціонування забезпечує ефемерид дані точної орбіти
Лазерний ретрорефлектор масив працює з наземними станціями для відстеження супутників і калібрування і перевірки вимірювань висотоміра.
Jason-1 супутник, його висотомір інструмент і положенням стеження антени були побудовані у Франції. Радіометр, приймач і лазерний ретрорефлектор масив глобальної системи визначення місця розташування були побудовані в Сполучених Штатах.

## Використання інформації
TOPEX / Poseidon і Jason-1 привели до значних досягнень в області науки про фізичну океанографії і в дослідженнях клімату. [6] Їх 15-річний рекорд дані топографії поверхні океану надала першу можливість спостерігати і розуміти глобальну зміну океану циркуляцію і рівень моря. Результати поліпшили розуміння ролі океану в зміні клімату і поліпшення прогнозів погоди і клімату. Дані з цих місій використовуються для поліпшення моделей океану, прогноз інтенсивності ураганів, а також виявляти і відстежувати великі океану / атмосфери явищ, таких як Ель-Ніньйо і Ла-Нінья. Дані також використовуються кожен день в додатках, як різноманітні, як і маршрутизації судів, підвищення безпеки та ефективності морських операцій промисловості, управління промислами і відстеження морських ссавців.
TOPEX / Poseidon і Jason-1 зробили значний внесок у розуміння: Мінливість океану
Ці місії виявили дивовижну мінливість океану, скільки вона змінюється від сезону до сезону, року в рік, десятиліттям і навіть більш тривалих часових масштабах. Вони закінчили традиційне уявлення про квазістаціонарному, великомасштабної картини глобальної циркуляції океану, доводячи, що океан стрімко змінюється на всіх рівнях, від величезних функцій, таких як Ель-Ніньйо і Ла-Нінья, які можуть покрити всю екваторіальну частину Тихого океану, до крихітних відвертих закрученої від великого Гольфстрім в Атлантиці.
Хоча 1993—2005 Topex / Poseidon супутника (зліва) вимірюється середнє щорічне зростання глобального середнього рівня моря на 3,1 мм / рік, Jason-1 вимірює тільки 2,3 мм.рт.ст. / рік підйом GMSL і супутник Envisat (2002—2012) вимірює тільки 0,5мм / год підйом GMSL. На цьому графіку вертикальна шкала являє глобально усереднене середнім рівнем моря. Сезонні коливання рівня моря були видалені, щоб показати основну тенденцію. Кредит зображення: Університет Колорадо
Рівень моря Зміна
Вимірювання Jason-1, показують, що середній рівень моря підвищувався з середньою швидкістю 2,28 мм (.09 дюйма) на рік з 2001 р Це дещо менше, ніж швидкість, яка вимірюється раніше місії TOPEX / Poseidon, але в чотири рази швидкість вимірюється більш пізньої місії Envisat. Середні вимірювання рівня моря від Jason-1 безперервно рентгенографічного на вебсайті Національного центру космічних досліджень, на сторінці Aviso. Складовою рівня моря графік, використовуючи дані з декількох супутників, також доступні на цьому сайті.
Запис даних з цих місій Висотомірні дав вченим важливу інформацію про те, як глобальний рівень моря залежить від природної мінливості клімату, а також в результаті діяльності людини.
планетарні Хвилі
TOPEX / Poseidon і Jason-1 прояснив важливість планетарного масштабу хвиль, таких як Россби і Kalvin хвиль. Ніхто не зрозумів, наскільки широко поширені ці хвилі. Тисячі кілометрів, ці хвилі наводяться в рух вітром під впливом обертання Землі і є важливими механізмами для передачі кліматичних сигналів через великих океанічних басейнах. На високих широтах, вони подорожують вдвічі швидше, ніж вчені вважали раніше, показуючи океану реагує набагато швидше, до змін клімату, ніж було відомо до цих місій.
Ocean Tides
Точні виміри TOPEX / Посейдона і Jason-1 принесли знання океанських припливів і відпливів до безпрецедентного рівня. Зміна рівня води через припливну руху в глибокому океані відомий всюди на земній кулі з точністю до 2,5 см (один дюйм). Це нове знання змінило уявлення про те, як припливи і відпливи розсіюватися. Замість того, щоб втратити всю свою енергію на мілководних морів біля берегів, як вважав раніше, близько однієї третини припливної енергії фактично втрачається в глибинах океану. Там, енергія споживається шляхом змішування води різних властивостей, фундаментальний механізм у фізиці, що регулюють загальну циркуляцію океану.
Ocean МоделіТОРЕХ / Poseidon і Jason-1 спостереження забезпечили перші глобальні дані для підвищення ефективності чисельних моделей океану, які є ключовим компонентом моделей прогнозування клімату.
TOPEX / Poseidon і Jason-1 дані доступні в Університеті Колорадо Центру астродинаміці досліджень [8] НАСА фізичної океанографії розосереджених активних архівів, а також французький архів даних центру AVISO.

## Вигоди для суспільства
Дані Висотомірні мають широкий спектр застосування від фундаментальних наукових досліджень з проблем клімату на судно маршрутизації. Програми включають в себе: Дослідження клімату: дані Висотомірні включені в комп'ютерні моделі, щоб зрозуміти і прогнозувати зміни в розподілі тепла в океані, є ключовим елементом клімату.
Ель-Ніньйо і Ла-Нінья Прогнозування: Розуміння малюнка і наслідків кліматичних циклів, таких як Ель-Ніньйо дозволяє прогнозувати і пом'якшити катастрофічні наслідки повеней і посухи.
Альтиметр показує океану тепло, яке може живити урагани.
Прогнозування ураганів: дані висотоміра і супутникового океану вітру дані включені в атмосферних моделей для прогнозування сезону ураганів і індивідуальної тяжкості шторму.
Корабель маршрутизації: Карти океанських течій, завихрень і векторних вітрів використовуються в комерційних перевезень та рекреаційних яхтингу для оптимізації маршрутів.
Offshore Industries: Кабелеукладальники судів і морських нафтових операцій вимагає точного знання моделей циркуляції океану, щоб звести до мінімуму вплив від сильних течій.
Дослідження морських ссавців: кашалоти, морські котики та інші морські ссавці можуть бути відслідковані, і тому вивчені, навколо океанських вирів, де поживні речовини і планктон в достатку.
Управління рибного господарства: супутникові дані ідентифікації океанських вирів, які приносять збільшення організмів, які включають морську харчову, залучаючи рибу і рибалок.
Кораловий риф Дослідження: Дані дистанційного зондування використовуються для моніторингу і оцінки екосистем коралових рифів, які чутливі до змін температури океану.
Marine Tracking сміттю: Кількість плаваючою і частково зануреним матеріалом, в тому числі мереж, деревини і суднового сміття, зростає з людським населенням. Альтиметр може допомогти знайти ці небезпечні матеріали.
Джейсон був океанографії місії для моніторингу глобальної циркуляції океану, поліпшення глобальних кліматичних прогнозів, а також стежити за розвитком подій, таких як умови Ель-Ніньйо і океанічних вихорів. Jason-1 супутнику радіолокаційний висотомір, і це була наступна місія в досить успішною місії TOPEX / Poseidon, що виміряна топографії поверхні океану з точністю до 4,2 см, дозволили вченим прогнозувати 1997—1998 Ель-Ніньйо, і поліпшення розуміння циркуляції океану і його вплив глобального клімату. Jason-1 висотомір дані є частиною набору даних, наданих іншими місіями НАСА — Благодать місія використовує два супутника, щоб точно виміряти розподіл маси Землі, а скаттрометр місія QuikSCAT буде вимірювати поверхні океану вітри. Транспортний засіб Дельта спільно з термосфере, іоносфері, Мезосфери, енергетики та динаміки місії (TIMED).
Оскільки океани настільки великі, дистанційне зондування із супутників, виявилося, єдиний спосіб, щоб отримати глобальну інформацію про ці великих, важкодоступних заходи пристроїв. Бортові висотомірів, такі як Посейдон 2 інструменти, який Джейсон 1 виконується, можна обчислити висоту океану з точністю до сантиметрів.
Океан і атмосфера транспорту тепла від екваторіальних областей в сторону крижаних полюсів і атмосфера посилає тепло через складну, у всьому світі картина вітрів. Оскільки ці вітри дмуть через океани, вони допомагають їздити струми і теплообмін, вологи і газів з водою. У той час як вітри створюють щодня, короткострокові зміни погоди, океани мають більш повільний, набагато більш тривалий ефект на клімат. Потужні сили вітру і води об'єднуються, щоб допомогти регулювати клімат нашої планети.
Точні спостереження висоти поверхні моря і океанських вітрів надати вченим з інформацією про швидкість і напрямки океанічних течій і про тепла, запасеного в океані, що, в свою чергу, відкриває глобальні зміни клімату. Джейсон 1 допомогла вченим у пошуку ними, щоб зрозуміти ці глобальні кліматичні сили.
При вазі близько 500 кілограмів (близько 1100 фунтів), Джейсон 1 був лише одну п'яту вага TOPEX / Poseidon. Після запуску, Джейсон 1 вийшов на орбіту близько 10 до15 кілометрів (від 6 до 9 миль) нижче тисячі триста тридцять сім км, висота TOPEX / Посейдона (830 миль) орбіти. Протягом перших декількох тижнів, Джейсон 1 використовував свої двигуни, щоб підняти себе в тій же орбітальній висоті, як TOPEX / Poseidon, а потім рухатися близько позаду свого попередника, відстаючи приблизно на 500 кілометрів (300 миль).
Два космічних корабля полетіли в освіті, що робить майже одночасних вимірювань. Наукова група порівняли дані, щоб переконатися, що інструменти були відкалібровані точно. Ця процедура займає близько шести місяців. Джейсон 1 вважатиме TOPEX / колишній шлях польоту Посейдона, а старший супутник переміщається в паралельну півдорозі заземлення доріжки між двома Jason 1 наземними доріжками. Такий підхід до крос-калібрування між місіями була знову використана в 2006 році, коли на наступних OSTM / Jason-2 місії приєднався до Висотомірні сузір'я, після того, як TOPEX / Poseidon була виведена з експлуатації.
У 2012 році КНЕС і НАСА спільно домовилися про часткову пасивацію Jason-1 на основі обмеженої надмірності, що залишився на космічному кораблі. У квітні-травні 2012 року КНЕС перемістив космічний корабель на його «цвинтарної» орбіті, збіднений додаткове паливо, і переналаштувати місію для геодезичного мети, продовжуючи при цьому виконувати свої початкові океанографічних вимогам. Перший повний повтор циклу 406 днів в геодезичного орбіті, достатніх для задоволення вимог геодезичного місії, була завершена 17 червня 2013 р результаті запис даних дозволило відкриття численних невеликих підводних гір і значно збільшило просторову роздільну здатність вимірювань гравітаційного поля Землі над океаном, а також знанням океану батиметрія.
Джейсон 1 по п'ять інструментів: Посейдон 2 висотомір, головний інструмент космічного апарата для вимірювання висоти; мікрохвильовий радіометр для вимірювання атмосферного водяної пари; і три точності визначення місцезнаходження приладів.
Джейсон 1 був спільний проект НАСА і Франції Національний центр космічних досліджень. Частина США місії управляється НАСА в Лабораторії реактивного руху в Пасадені, штат Каліфорнія.
Місія Jason 1 була розрахована на три роки, але тривала протягом одинадцяти років. Зв'язок із супутником був втрачений з Jason-1 супутник 21 червня 2013 г. Після консультації з космічним апаратом і передавачем виробників, він визначив непереборна несправність з останнього залишився передавача на Jason-1 був причиною втрати контакту. інший передавач космічного апарата зазнав постійні невдачі у вересні 2005 р Там в даний час не залишилося можливості для отримання даних з Jason-1 космічних апаратів. З 1 липня 2013 року, контролери місії під командуванням Jason-1 в безпечний стан утримання, що переініціалізіровани супутник. Зробивши ще кілька невдалих спроб знайти сигнал, керівники місії в КНЕС і НАСА вирішили продовжити виведення з експлуатації Jason-1.
Jason-1
ASON-1 був першим продовженням до вельми успішної місії TOPEX / Poseidon. Це друга спільна місія NASA-CNES був побудований на французькому космічному кораблі, і запущений на американської ракети Delta II з авіабази Vandenburg в Каліфорнії. Як TOPEX / Poseidon, корисне навантаження включала як американські та французькі інструменти.
Jason-1 висотомір дані є частиною набору даних, наданих іншими JPL керованих місій океану. Місія GRACE використовує два супутника для точного вимірювання гравітаційного поля Землі (масовий розподіл), а скаттрометр місії QuikSCAT забезпечили майже 11 років поверхні океану вітрів. Jason-1 був виведений з експлуатації в липні 2013 року, і продовжив завдання забезпечення важливою океанографічних даних часових рядів породжені TOPEX / Poseidon для 11-1 / 2-х років.